# 蒼海郡
蒼海郡，一作滄海郡，是漢武帝元朔元年（前128年）至三年（前126年）在朝鮮半島東部設立的一郡。元封三年（前108年）漢滅朝鮮後，其地為臨屯郡所領。
蒼海郡之地原屬東夷濊人（也作秽人）。秽国的地理范围，西南至单单大岭（即今朝鲜北大峰山脉），《三国志·魏书·东夷传》称秽：“今朝鲜之东皆其地也”，“自单单大领以西属乐浪，自领以东七县，都尉主之，皆以秽为民”，说明单单大岭不仅是古朝鲜与秽人的政治隶属关系的分界线，也是古朝鲜族与秽人民族聚居区的分界线。漢武帝元朔元年（前128年）秋，“東夷薉（通濊、秽）君南閭等口二十八萬人降，為蒼海郡”，《后汉书·东夷传》记载此事时称“秽君南闾等畔（叛）右渠”，说明此时秽国当是卫氏朝鲜的属国，所以才称得上是“畔”。元朔三年（前126年）“春，罷蒼海郡”。顏師古注：“南閭者，薉君之名。”服虔注：“穢貊在辰韓之北，高句麗、沃沮之南，東窮於大海。”據此，蒼海郡轄地應包括武帝元封三年所置的臨屯郡（今朝鮮民主主義人民共和國與韓國分治的江原道地區）。設立蒼海郡的目的是阻隔朝鮮國與匈奴的聯係。由於史籍記載簡略，其建制情形已難以詳考。
蒼海郡之名又見於《史記》、《後漢書》。《史記》云：“彭吳賈穢、朝鮮，置滄海郡”。《漢書》食貨志亦云：“彭吳穿穢貊朝鮮，置滄海郡”。范曄《後漢書》則云：“元朔元年，濊君南閭等畔右渠，率二十八萬口詣遼東内屬。武帝以其地為蒼海郡，數年乃罷”。